# Nash County
Nash County ist ein County im US-Bundesstaat North Carolina der Vereinigten Staaten. Der Verwaltungssitz (County Seat) ist Nashville.

## Geographie
Das County liegt im mittleren Nordosten von North Carolina, ist im Norden etwa 40 km von Virginia entfernt und hat eine Fläche von 1406 Quadratkilometern, wovon 6 Quadratkilometer Wasserfläche sind. Es grenzt im Uhrzeigersinn an folgende Countys: Halifax County, Edgecombe County, Wilson County, Johnston County, Franklin County und Wake County.
Nash County ist in 15 Townships aufgeteilt: Bailey, Castalia, Coopers, Dry Wells, Ferrells, Griffins, Jackson, Mannings, Nashville, North Whitakers, Oak Level, Red Oak, Rocky Mount, South Whitakers und Stony Creek.

## Geschichte
Das Nash County wurde am 15. November 1777 aus Teilen des Edgecombe County gebildet. Benannt wurde es, ebenso wie die Bezirkshauptstadt Nashville, nach General Francis Nash, der während des Amerikanischen Unabhängigkeitskriegs bei der Schlacht von Germantown getötet wurde.

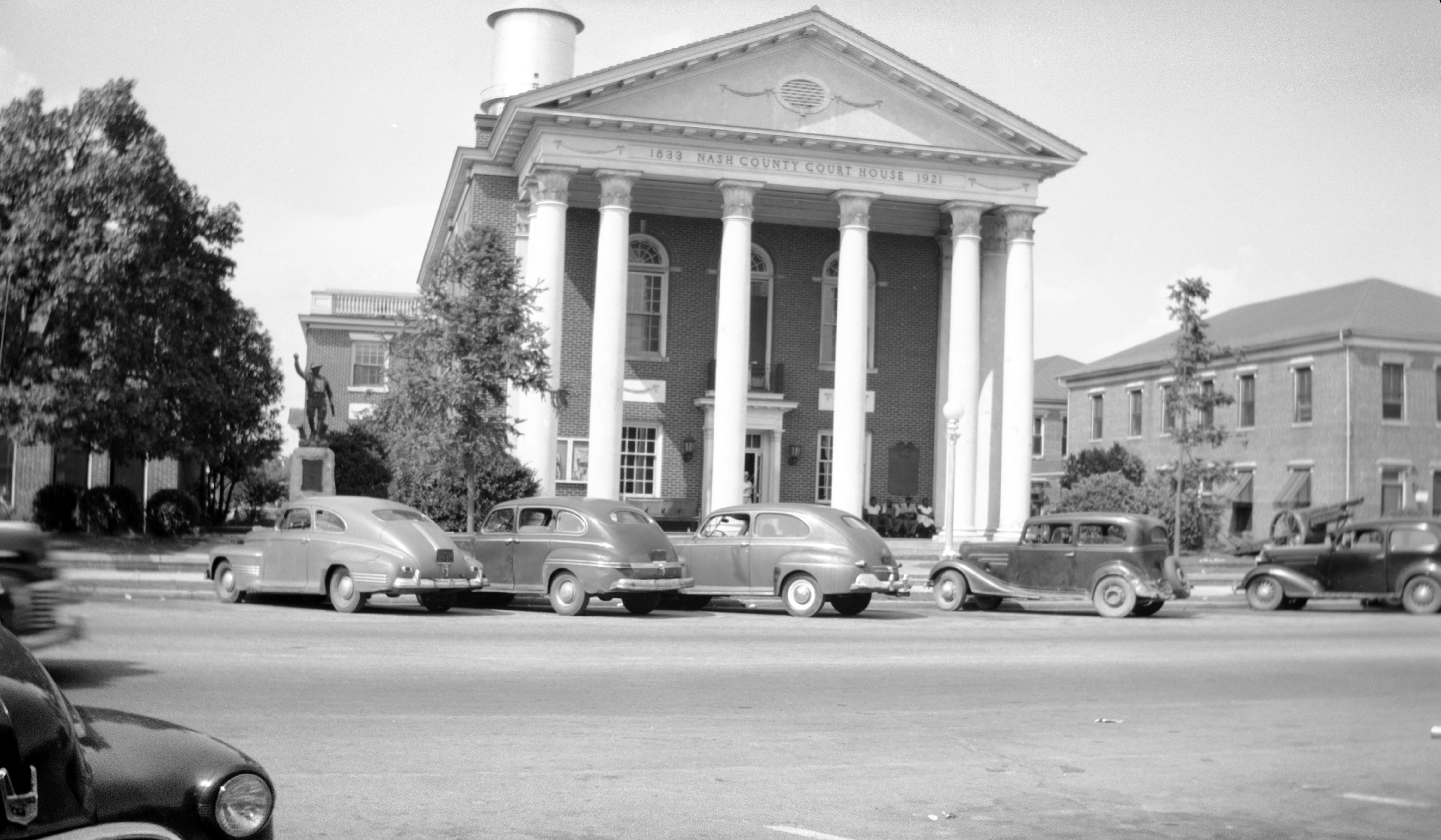
Das Nash County Courthouse (1948) ist einer von 28 Einträgen des Countys im National Register of Historic Places.

28 Bauwerke und Stätten des Countys sind insgesamt im National Register of Historic Places eingetragen (Stand 9. März 2018).

## Demografische Daten
Nach der Volkszählung im Jahr 2000 lebten im Nash County 87.420 Menschen. Davon wohnten 2.127 Personen in Sammelunterkünften, die anderen Einwohner lebten in 33.644 Haushalten und 23.920 Familien. Die Bevölkerungsdichte betrug 62 Einwohner pro Quadratkilometer. Ethnisch betrachtet setzte sich die Bevölkerung zusammen aus 61,94 Prozent Weißen, 33,93 Prozent Afroamerikanern, 0,45 Prozent amerikanischen Ureinwohnern, 0,57 Prozent Asiaten, 0,02 Prozent Bewohnern aus dem pazifischen Inselraum und 2,06 Prozent aus anderen ethnischen Gruppen. Etwa 1,02 Prozent stammen von zwei oder mehr Ethnien ab und 3,36 Prozent der Bevölkerung waren spanischer oder lateinamerikanischer Abstammung.
Von den 33.644 Haushalten hatten 32,7 Prozent Kinder unter 18 Jahren, die bei ihnen lebten. 52,7 Prozent davon waren verheiratete, zusammenlebende Paare, 14,5 Prozent waren allein erziehende Mütter und 28,9 Prozent waren keine Familien. 25,0 Prozent waren Singlehaushalte und in 9,6 Prozent lebten Menschen mit 65 Jahren oder älter. Die Durchschnittshaushaltsgröße betrug 2,54 und die durchschnittliche Familiengröße war 3,02 Personen.
25,4 Prozent der Bevölkerung waren unter 18 Jahre alt. 8,5 Prozent zwischen 18 und 24 Jahre, 30,1 Prozent zwischen 25 und 44 Jahre, 23,5 Prozent zwischen 45 und 64, und 12,4 Prozent waren 65 Jahre alt oder älter. Das Durchschnittsalter betrug 36 Jahre. Auf alle weibliche Personen kamen 92,7 männliche Personen. Auf alle Frauen im Alter von 18 Jahren oder darüber kamen 89,1 Männer.
Das jährliche Durchschnittseinkommen eines Haushalts betrug 37.147 US-Dollar, das jährliche Durchschnittseinkommen einer Familie betrug 44.769 USD. Männer hatten ein durchschnittliches Einkommen von 32.459 USD, Frauen 24.438 USD. Das Prokopfeinkommen betrug 18.863 USD. 13,4 Prozent der Bevölkerung und 10,3 Prozent der Familien lebten unterhalb der Armutsgrenze. Darunter waren 17,8 Prozent der Kinder und Jugendlichen unter 18 Jahren und 15,2 Prozent der Personen ab 65 Jahren.